# Naqsh-e Rajab
Naqsh-e Rajab (Persiano: نقش رجب, Pronuncia persiana: [næɣʃeɾæˈd͡ʒæb]) è un sito archeologico a est di Istakhr e circa 12 km a nord di Persepoli, nella provincia di Fars, in Iran.
Insieme a Naqsh-e Rustam, che si trova a meno di un chilometro di distanza, il sito è parte del complesso culturale Marvdasht. Insieme, i due siti sono candidati per lo status di patrimonio mondiale dell'UNESCO.
Naqsh-e Rajab è il sito di quattro iscrizioni e bassorilievi su roccia calcarea che risalgono alla prima Era sassanide. Una delle sculture è l'iscrizione di investitura di Ardashir I (enunciata nel 226-241 d.C.), fondatore della dinastia. La seconda iscrizione è l'investitura di Ardashir nei confronti del successore, Sapore I (241-272 d.C.). Un terzo bassorilievo, noto come 'Parata di Sapore', celebra la vittoria militare del re, nel 244, contro l'imperatore romano Valeriano e contro Filippo l'Arabo. Un quarto bassorilievo è l'iscrizione attribuita a Kartir, che fu sommo sacerdote sotto Sapore I e sotto i suoi figli Ormisda I (272-273 d.C.) e Bahram I (273-276 d.C.).